# شخصیت تیپ آ و بی
این جستار نباید با اختلال‌های شخصیت (Cluster A personality disorder or Cluster B personality disorder) اشتباه شود
الگوی شخصیتی A توسط دو پزشک متخصص کاردیولوژیست به نام روزنمن و فریدمن در دهه ۵۰ تشخیص داده شد. آنها متوجه شدند که فقط لبه جلویی صندلی‌های اتاق انتظار مطب، پاره شده‌است. روزنمن و فریدمن دریافتند که بسیاری از بیماران قلبی ناشکیبا هستند، افرادی‌اند که به موقع به قرار ملاقات پزشکی خود می‌رسند و بسیار عجله دارند که زودتر آنجا را ترک کنند. این دو پزشک نتیجه گرفتند که این بیماران دقیقًا بر روی لبه صندلی‌ها می‌نشینند و نمی‌توانند انتظار را تحمل کنند. آن‌ها به مشاهدات خود ادامه دادند تا به تیپ شخصیتی A رسیدند. تئوری شخصیت تیپ A و B
به انگلیسی (Type A and Type B personality theory) تئوری تیپ‌های شخصیت در اصل در دهه ۱۹۵۰ مطرح شده‌است، انگاره یا تئوری تیپ‌های شخصیتی (هم چنین به عنوان تئوری جاکوب گلداسمیت شناخته می‌شود) یک تئوری است که دو گونه عمومی گونه‌های شخصیت – شخصیت پر انرژی گونه A و شخصیت ساده گیر شخصیت B - را دسته‌بندی می‌کند.
انسان‌ها از نظر ویژگی‌های شخصیتی وابسته به دو تیپ مختلف هستند. شخصیت تیپ A و شخصیت تیپ B
شخصیت تیپ A پر انرژی، پرخاشگری، تهاجم، جاه طلبی، سخت کوشی، فعالیت زیاد، کم حوصلگی، تمایل به شرکت در فعالیت‌های رقابت آمیز، عهده‌دار بودن مشاغلی که فشار زیاد به آنان می‌آورد تا بیشتر تولید کنند و مسئولیت‌های فراوانتری را متحمل شوند، سخن‌های پرجوش و پرحرارت، بی قراری، حرکات ناگهانی دست با مشت‌های گره شده، حرکات صورت با پوست کشیده افراد این گروه ممکن است از تماشای مناظر لذت کافی نبرند یا هنگام تماشای فیلم سینمایی ترجیح می‌دهند ان را در چند بازه تقسیم کنند.
شخصیت تیپ B آرام، صبور، ملایم، با اخلاق متعادل، همه وقت خود را صرف کسب موفقیت‌های حرفه‌ای یا رقابت‌های اجتماعی نمی‌کنند، کار یکنواخت و پایدار دارند، دچار کمبود وقت و فرصت نیستند، وقت مناسبی را هم برای فعالیت‌های مورد علاقه خویش در بیرون از محیط کار اختصاص می‌دهند، آرام و شمرده صحبت می‌کنند.
برخی از عوامل رفتار (A) ممکن است در ابتلاء به بیماریهای شریان اکلیلی (کرونر) قلب اهمیت بیشتری داشته باشند. برای نمونه خشم و رنجش ابراز نشده، از متغیرهای عمده در ترکیب عواملی هستند که استعداد بیماری شریان اکلیلی را ایجاد می‌کند. در مورد کارمندان دفتری، نداشتن فعالیت جسمی و نپرداختن به ورزش، بیش از فشار کاری در ابتلای آنان به بیماری شریانی قلبی اهمیت دارد.
| ویژگی‌ها                     | تیپ A                                           | تیپ B                 |
| --------------------------- | ----------------------------------------------- | --------------------- |
| مکالمه                      | تند                                             | کند                   |
| لحن کلام                    | شدید                                            | ملایم                 |
| کیفیت کلام                  | زمخت، محکم، کوتاه                               | یکنواخت               |
| زمان پاسخ به سؤال           | پاسخ آنی                                        | مکث پیش از پاسخگویی   |
| آه کشیدن                    | فراوان                                          | کم                    |
| حرکات چهره                  | کشیده، خصمانه، ابروها درهم                      | آرام ودوست داشتنی     |
| تبسم                        | درگوشه لب                                       | گسترده                |
| خنده                        | خشک                                             | نرم و لطیف و خوش آیند |
| فشاردادن انگشتان            | زیاد                                            | کم                    |
| قطع کردن حرف دیگران         | اغلب                                            | کم                    |
| تلاش برای تسلط به طرف مقابل | اغلب                                            | کم                    |
| پرخاشگری                    | اغلب                                            | هرگز                  |
| رضایت از کار                | خیر                                             | بلی                   |
| تلاش برای طی کردن درجات     | بلی                                             | بلی                   |
| احساس فوریت                 | بلی                                             | خیر                   |
| شایستگی                     | تلاش برای برنده شدن حتی به هنگام بازی با کودکان | بی‌اهمیت بودن          |